# Alte Brücke von Limay
Die Alte Brücke von Limay (vieux pont de Limay) ist die teilweise zerstörte Brücke über den Seitenarm der Seine zwischen der Île aux Dames (auch Île de Limay genannt) und Limay im Département Yvelines in der französischen Region Île-de-France.
Anders als ihr Name und ihre Lage vermuten lassen, gehört sie nicht zu Limay, sondern, zusammen mit einem Teil der Île aux Dames, zu Mantes-la-Jolie auf der anderen Seite der Seine, nachdem 1923 ein alter Streit zwischen den beiden Gemeinden vom zuständigen Ministerium in diesem Sinne entschieden wurde.

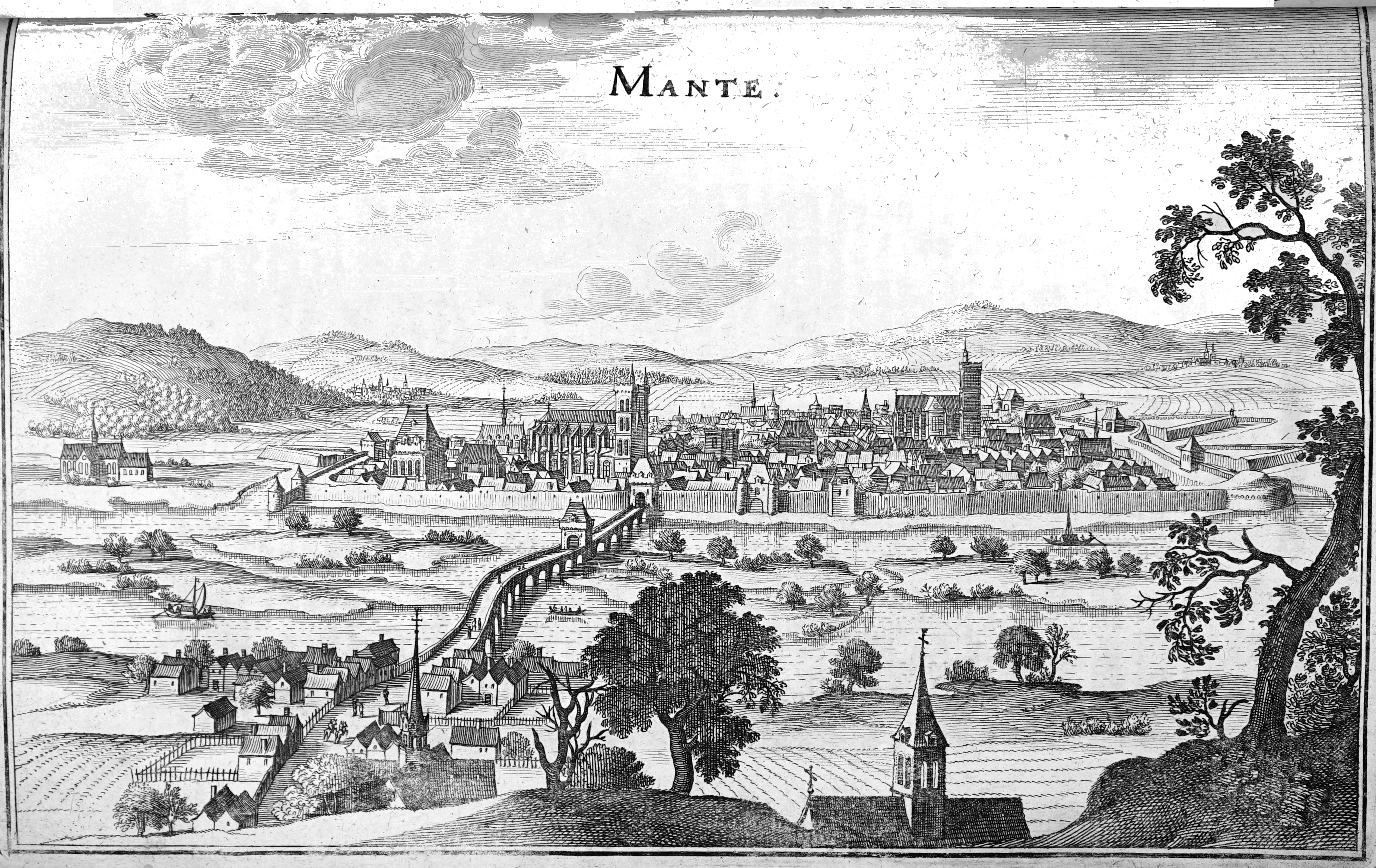
Caspar Merian: Mente, Kupferstich, Topographiae Galliae, 1657

Sie war ursprünglich Teil einer Folge von drei Brücken, die Mantes-la-Jolie (damals noch Mante) über die Île aux Dames mit Limay verbanden und über die die Straße nach Rouen führte. Eine erste Holzbrücke wurde zwischen dem 10. und 12. Jahrhundert errichtet, die später durch eine steinerne Bogenbrücke ersetzt wurde. Auf den Seinebrücken standen, wie damals üblich, mehrere Mühlen.
Der Duc de Sully, der im 7 km flussabwärts gelegenen Schloss von Rosny-sur-Seine geboren wurde, ließ 1613 die mittelalterliche Brücke ersetzen durch die drei Brücken mit insgesamt 37 Bögen. Eine Brücke mit 13 Bögen überquerte die Seine von Mantes zur Île aux Dames, eine weitere Brücke mit ebenfalls 13 Bögen überquerte auf einer schrägen Linie die Insel, gefolgt von der ca. 112 m langen und 5 m breiten Brücke nach Limay mit 11 Bögen. Die Brücke endete bei dem heute noch existierenden Brückenwärterhaus (Maison du passeur, wörtlich: Haus des Fährmanns).
Die ersten beiden Brücken wurden zwischen 1757 und 1765 von Perronet durch eine modernere, etwas flussabwärts stehende Steinbogenbrücke ersetzt, während man der Brücke von Limay noch eine längere Lebenszeit zubilligte. Als man diese Brücken 1840 durch eine geradlinig an sie anschließende neue Brücke verlängerte, verlor die alte Brücke von Limay an Bedeutung und wurde für den Verkehr geschlossen.
Im 19. Jahrhundert ist die Brücke mehrmals von Camille Corot gemalt worden, aber auch um die Jahrhundertwende von Maurice de Vlaminck. 1923 wurde sie als Monument Historique unter Denkmalschutz gestellt.
1940 sprengte die französische Armee ihre beiden mittleren Bögen, um den Vormarsch der Wehrmacht zu verlangsamen. Sie wurden danach nicht wieder aufgebaut.
Die Schlussszene des Films Jules und Jim von François Truffaut spielt auf der Brücke.